# Ратновиці
Ратновиці (пол. Ratnowice, нім. Rathmannsdorf) — село в Польщі, у гміні Отмухув Ниського повіту Опольського воєводства.
Населення — 163 особи (2011).

## Демографія
Демографічна структура станом на 31 березня 2011 року:
|          | Загалом | Допрацездатний вік | Працездатний вік | Постпрацездатний вік |
| -------- | ------- | ------------------ | ---------------- | -------------------- |
| Чоловіки | 74      | 11                 | 56               | 7                    |
| Жінки    | 89      | 12                 | 55               | 22                   |
| Разом    | 163     | 23                 | 111              | 29                   |